# إليزابيث لوثر كاري
إليزابيث لوثر كاري (بالإنجليزية: Elisabeth Luther Cary) هي مترجمة وصحفية وكاتِبة أمريكية، ولدت في 18 مايو 1867، وتوفيت في 13 يوليو 1936.

## وصلات خارجية
- إليزابيث لوثر كاري على موقع الموسوعة البريطانية (الإنجليزية)